# Nekomajin (personaggio)

Le tre versioni di Nekomajin sulla copertina dell'edizione italiana del manga Nekomajin: in primo piano il primo Nekomajin, in secondo piano Nekomajin Z (a sinistra) e il secondo Nekomajin (a destra).

(Nekomajin prima di affrontare i suoi avversari.)
Nekomajin (ネコマジン?, Nekomajin) è il personaggio di una serie di avventure one-shot a cui Akira Toriyama, noto disegnatore giapponese autore anche del manga e anime Dragon Ball, ha dedicato otto capitoli usciti e pubblicati dal 1999 al 2005 in Giappone e successivamente in altre parti del mondo, tra cui l'Italia (2007). Il manga è diventato famoso grazie a uno dei suoi capitoli successivi, Nekomajin Z, che è chiaramente una parodia di Dragon Ball Z. Nonostante siano tre personaggi diversi, i tre protagonisti vengono chiamati tutti con lo stesso nome, ovvero Nekomajin. Solo il terzo Nekomajin è distinguibile dagli altri a causa della presenza della finale "Z".

## Primo Nekomajin
Nekomajin (ネコマジン?, Nekomajin) è il primo Nekomajin a comparire nel manga. È un gatto antropomorfo, ma dai poteri eccezionali. Ha il pelo blu, gli occhi sempre chiusi e indossa un gilet simile a quello di Majin Bu, con cui presenta molte caratteristiche sia fisiche che caratteriali (il fisico praticamente identico, gli stessi occhi e lo stesso carattere allegro e giocherellone). Questa prima versione del personaggio è molto attaccata al denaro, in alcune occasioni alla lettura, ma soprattutto al mangiare. Vive in una piccola casa nel bosco insieme al suo piccolo pesce Haruo Yamada.

### Storia
Appare per la prima volta quando incontra due ladri, i quali si erano appena persi, e finisce la benzina della loro moto. Per questo, decide di ripagarli comprandogli la benzina in una stazione a circa 20 km di distanza da casa sua. Quando i due ladri liberano un demone feroce rinchiuso in un uovo dallo stesso Nekomajin, quest'ultimo lo affronta per salvare i due ladri e alla fine riesce a sconfiggerlo tramite l'onda Neko Hame Ha, per poi sigillarlo nuovamente all'interno dell'uovo.

### Poteri
Nekomajin è in grado di utilizzare il ki, infatti può benissimo volare. Inoltre dispone di un portentoso udito, tanto da riuscire facilmente a sentire il peto di un grillo fino a 8 metri di distanza. Il suo colpo più potente è l'onda Neko Hame Ha, ovvero una chiara parodia dell'onda Kame Hame Ha. Durante la sua prima apparizione dimostra di poter sigillare altri esseri all'interno di un uovo semplicemente contando fino a dieci.

## Secondo Nekomajin
Nekomajin (ネコマジン?, Nekomajin) è il secondo Nekomajin a comparire è simile al precedente, eccetto per l'abbigliamento e per il pelo: indossa un gilet verde e giallo e il suo pelo è bianco, ad eccezione dell'orecchio destro che è di colore marrone. Questa seconda versione è molto pigra (dorme per circa 31 anni), ma ha a cuore gli amici e gli altri individui.

### Storia
Appare per la prima volta quando, dopo essersi svegliato da un sonno lungo 31 anni, aiuta Kojiro che, divenuto insegnante, ha problemi ad insegnare ai suoi tre alunni. In questa occasione, Nekomajin è costretto anche a combattere contro un suo vecchio nemico, uno squalo rampicante che terrorizza gli esseri umani mangiando gli altri animali. Nuovamente Nekomajin dà dimostrazione della sua forza sconfiggendo il nemico con un semplice colpo energetico. Alla fine riesce a dar fiducia a Kojiro, il quale dimostrerà di avere una forza straordinaria.

### Poteri
Possiede tutti i poteri del primo Nekomajin ad eccezione della capacità di sigillare gli avversari. Possiede una caratteristica unica, ovvero quella di trasformarsi in altri animali o persone

## Nekomajin Z
Nekomajin Z (ネコマジン Z?, Nekomajin Z) chiamato semplicemente Nekomajin o Z, è la terza e ultima versione di Nekomajin. Questo personaggio è praticamente identico al primo Nekomajin apparso nella serie, ma è devoto soprattutto alle arti marziali, in quanto è stato allenato da Son Goku, il protagonista di Dragon Ball.
Questa versione è sempre un gatto antropomorfo, ma viene chiarito che appartiene alla specie dei Nekomajin, ovvero 28 razze di gatti antropomorfi dal carattere pacifico presenti sulla Terra, i quali possiedono ognuno le sfere del demone, che alimentano il loro potenziale combattivo. L'aspetto di Nekomajin Z, invece, si differenzia solo per l'abbigliamento: indossa una tuta da combattimento identica a quella di Goku (di cui fu allievo), tranne che per lo stemma, sostituito da una grande Z sulla schiena e dal carattere ネ ("ne") sul cuore.
Sulla copertina del quarto, del quinto e dell'ottavo capitolo, il personaggio porta dietro alla schiena il bastone Nyoi, mentre sulle copertine del sesto e dell'ottavo si trova in volo sopra la nuvola d'oro. Nonostante ciò questi due oggetti non sono mai stati utilizzati dal protagonista nella serie regolare; si può presumere che siano semplicemente degli omaggi al mondo di Dragon Ball.

### Storia
Nekomajin Z vive nel deserto insieme ad un ragazzino. Entrambi hanno come scopo principale quello di accogliere i turisti giunti da ogni parte del mondo per poi truffarli con uno stratagemma particolare. Quando Onio e sua moglie giungono sulla Terra per conquistarla, Nekomajin Z affronta il Saiyan, riuscendo a resistergli anche dopo la trasformazione in Super Saiyan. Alla fine, dopo essersi trasformato in Super Nekomajin, sconfigge Onio con una Neko Hame Ha.
Riappare quando incontra Thunder Bolt, il più forte del mondo, al quale propone di combattere. Prima di cominciare, i due vengono interrotti dall'arrivo di Onio, il quale è giunto sulla Terra insieme a Creezer, con l'intento di far combattere il compagno contro Nekomajin. Tuttavia lo scontro vero e proprio non viene mostrato nel manga, ma viene rinviato dopo due giorni e poi concluso con la vittoria di Nekomajin.
Dopo circa cinque mesi passati dallo scontro tra Nekomajin e Creezer, Vegeta viene inviato sulla Terra per ordine di Freezer alla ricerca di Onio e Creezer. Nekomajin si scontra con Vegeta, il quale si trova subito in difficoltà finché entrambi i guerrieri non si trasformano. Poco prima di ricominciare a combattere, Vegeta è costretto a partire ed abbandonare la Terra.
Riappare in seguito quando Usamajin si reca da lui per rubargli la sfera del demone. Per fare in modo che Nekomajin gli ceda di sua spontanea volontà la sfera, arriva a minacciare di distruggere il pupazzetto di Son Goku, maestro di Nekomajin. Quando Majin Bu attacca di sorpresa Usamajin, Nekomajin si riprende la sfera e, dopo aver riottenuto i suoi poteri, si prepara a combattere e sconfiggere il suo avversario.
Quando il suo maestro Goku si dirige da lui per valutare l'esito dei suoi allenamenti, Nekomajin lo affronta alla pari, finché non viene sconfitto. Viene, infine, teletrasportato a casa di Goku per combattere un avversario che nemmeno Gohan, Goten, Pan, Ub e lo stesso Goku sono stati in grado di sconfiggere; il nemico si rivelerà solo un semplice topo che infestava la cantina della casa di Goku.

### Poteri
Nekomajin Z, invece, dispone di capacità ben superiori a quelle di Nekomajin, ma non possiede la capacità di trasformarsi in altri animali o persone. Perciò è solito ricorrere ad un travestimento da koala per non essere riconosciuto. Durante lo scontro con Onio, Nekomajin si trasforma in Super Nekomajin, chiara parodia del Super Saiyan; la trasformazione consiste non solo nell'aumento della forza, ma provoca alcuni cambiamenti all'aspetto di Nekomajin, quali il pelo dal blu al biondo e il cambiamento dell'aura percorsa da scariche elettriche. Anche in questa versione è in grado di eseguire l'onda Neko Hame Ha.
Il potere di Nekomajin Z è dovuto soprattutto alla sua sfera del demone, ovvero la sorgente dei poteri di tutti i Nekomajin presenti nel mondo. Quando ne è privo, Nekomajin perde tutte le sue forze.